# Полицијска држава
Полицијска држава је термин који означава владу која извршава власт кроз моћ полиције. У почетку, термин је означавао државу коју је регулисала цивилна управа, али од почетка 20. века она је преузела емоционално и погрдно значење описујући непожељно стање живљења које карактерише силно присуство цивилних власти. Становници полицијске државе могу искусити ограничења у својој мобилности или на слободу изражавања или комуницирања о политичким или другим ставовима који су подложни полицијском надзору или извршењу. Политичка контрола може се вршити путем тајних полицијских снага које делују изван граница које нормално намеће уставна држава. Роберт фон Мол, који је први увео владавину права у немачку судску праксу, супротставио се Рехстат („правној” или „уставној” држави) с антиаристократском Полизехтат ("Полицијска држава").

## Историја употребе
Окфордски енглески речник прати израз „Полицијска држава” још из 1851. године, када је коришћен у вези са употребом националне полиције за одржавање реда у Аустрији. Немачки појам Polizeistaat дошао је у употребу на енглеском језику 30-их година прошлог века у односу на апсолутне владе које су почеле да се појављују у Европи.
Будући да постоје различите политичке перспективе у погледу тога која је одговарајућа равнотежа између индивидуалне слободе и националне сигурности, не постоје објективни стандарди који дефинишу Полицијску државу. Овај концепт се може посматрати као баланс или скала. У том аспекту, сваки закон који има ефекат уклањања слободе сматра се да се креће ка Полицијској држави, док се сваки закон који ограничава надзор над становништвом сматра напредовањем ка слободној држави.
Електронска Полицијска држава је она у којој влада агресивно понашање, користи електронске технологије за евидентирање, организовање, претрагу и дистрибуцију форензичких доказа против својих грађана.

## Примери држава са сродним атрибутима
Хенри VIII Тјудор Енглески је радио по принципу Полицијске државе. Опричнина коју је основао Иван IV у Русији 1565. године функционисала је као Полицијска држава, са прогонима и аутократском владавином.
Совјетски Савез и његове сателитске државе, укључујући Источну Немачку и друге чланове совјетског блока, имале су обимне и репресивне полицијске и обавештајне службе (као што је КГБ). Приближно 2,5% одрасле популације Источне Немачке служило је као доушник за Штази, отприлике један агент или информатор за сваких 6,5 грађана.
Народна Република Кина је највећа и најпрепознатљивија Полицијска држава, која има масиван систем надзора, злогласну цензуру, слободу говора, једностраначки систем и први светски социјални кредитни систем. Познати су и због кршења људских права, као што је то био случај у време владавине Мао Седонга и кампова за преображавање у Синкјангу.
У Ирану, за време владавине Шак Реза Шах Палави, од 1925. до 1941. године, дошло је до повећаног присуства полиције које је хапсило и мучило многе људе који су били против његове владавине. Присуство полиције и надзор повећали су се још више под владавином сина Резе Шаха, Мухамеда Реза Палави, од 1941. до 1979. године, стварањем тајне полиције САВАК-а. Били су постављани на сваком углу улице, жестоко одани Шаховој владавини, хапсећи и мучећи многе људе; у овој владавини такође је дошло до наглог пораста политичких затвореника. Јавни гнев и масовне устанке против Шаха довели су до иранске револуције 1979. године коју је водио Рухолах Мусави Хомеини, што је довело до свргавања шаховске владавине, а тиме и укидања иранске монархије и стварања Исламске Републике Иран, окончавајући више од 2.500 година историје монархије. Присуство полиције поново се повећало и драстично погоршало стварањем Исламске револуционарне гарде, посебно полиције за моралност, полиције Басиј, која је снажно подржавала исламски закон о цивилима.
Нацистичка Немачка је изашла из првобитно демократске владе, али је постепено вршила све репресивнију контролу над својим народом до Другог светског рата. Поред СС-а и Гестапо-а, нацистичка Полицијска држава је користила правосуђе да преузме контролу над становништвом од 1930-их до краја рата 1945. године.
Током периода апартхеида, владе Јужне Африке су задржале атрибуте Полицијске државе као што су забрана људи и организација, хапшење политичких затвореника, одржавање сегрегираних животних заједница и ограничавање кретања и приступа.
Чилеански Аугусто Пиноче радио је као Полицијска држава, показујући „Репресију над јавним слободама", елиминацију политичке размене, ограничавање слободе говора, укидање права на штрајк, замрзавање плата”.
Република Куба под председником (а касније и националистичким диктатором) Фулгенцијом Батистом била је ауторитарна Полицијска држава за време његове владавине. Полицијски утицај се повећао након његовог пада током кубанске револуције 1959. године, када је дошао на власт Фидел Кастро и његов комунистички режим.
Регија модерне Северне Кореје дуго је имала елементе Полицијске државе, од Силе краљевства у Јухе-у, до наметања фашистичке полицијске државе од стране Јапанаца, наметнуте апсолутној полицијској држави под влашћу породице Ким. Париски Репортери без граница сврстали су Северну Кореју последње или претпоследње у тесту слободе медија од увођења Индекса слободе штампе, Наводећи да владајућа породица Ким контролише све медије.
Као одговор на предлоге владе о доношењу нових сигурносних мера за сузбијање протеста, влада странке АК Парти је оптужена да је Турску претворила у Полицијску државу.
Од египатског државног удара 2013. године, војна влада Египта предузела је драматичне кораке за разбијање слободе вероисповести и изражавања, што је довело до оптужби да је заправо постала „Револуционарна полицијска држава".

## Фиктивна полицијска држава
Фиктивне полицијске државе су се појавиле у многим медијима, од романа до филмова, до видео игара. Џорџ Орвел 1984. године описао је [кога?] Као „Дефинитивни фиктивни третман полицијске државе" , који је такође утицао на савремену употребу термина".